# Jornalismo para a paz
O jornalismo para a paz , ou peace journalism,  é uma área dos estudos para a paz e uma abordagem jornalística que visa adequar o discurso jornalístico de modo a que este colabore para a construção da paz positiva.
As técnicas de jornalismo para a paz incluem escolhas de enquadramento, critérios de noticiabilidade e até palavras que favoreçam o desenvolvimento de uma cultura de paz.
O termo surgiu do pesquisador Johan Galtung, como parte de suas reflexões no ramo dos estudos para a paz, nos anos 1960. Galtung propôs que a dimensão cultural tem poder sobre a perpetuação dos conflitos, e que os agentes culturais, incluindo a mídia, deveriam atuar como responsáveis por promover a paz.

## Características
De acordo com o professor Steven Youngblood, fundador do Centro de Jornalismo para a Paz Global, da Universidade do Missouri, são características do jornalismo para a paz:
- Proatividade na procura pelas causas de um conflito;
- Rejeição ao maniqueísmo na narrativa noticiosa;
- Equilíbrio entre os lados envolvidos em um conflito;[4]